# Davidshjort
Davidshjort (Elaphurus davidianus) är en art i familjen hjortdjur. Den förekom ursprungligen i östra Asien men den vilda populationen dog ut för flera århundraden sedan. Arten överlevde tack vare inhägnaderna i Nanyuangs kejserliga jaktpark i Nan Haizi, nära Peking och under senare tid även i europeiska djurparker.

## Kännetecken
Djuret har en kroppslängd av 180 till 215 centimeter och en svanslängd av 22 till 36 centimeter. Mankhöjden ligger mellan 120 och 135 cm och vikten går hos hanar upp till 215 kg medan honor väger upp till 160 kg. På så sätt är davidshjorten bara lite mindre än kronhjorten. Pälsens färg är under sommaren tydligt rödbrun och under vintern ljusbrun till gråbrun. Med sina långa smärta extremiteter liknar davidshjorten i kroppsbyggnaden renen. Vid svansens slut finns en hårtofs. Hornen är riktade bakåt och den första förgreningen är nästan lika stor som huvudstången.
Artens ursprungliga levnadsområde var länge okänt. Enligt upphittade fossil levde arten under pleistocen i nästan hela Kina samt i Korea och Japan. Davidshjortens habitat utgjordes av träskmarker. Djurets förstorade klövar är en anpassning till miljön och ett skydd mot att sjunka i blöta områden.

## Levnadssätt och föda

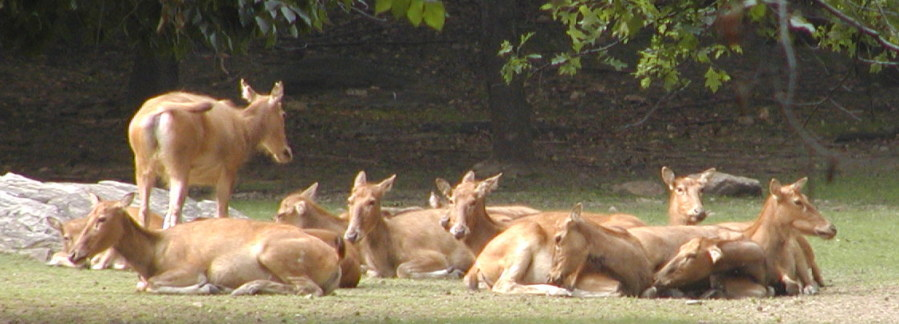
En grupp davidshjortar

Den kinesiska zoologen Xia Jingshi skrev i en text som byggde på gamla källor att davidshjorten levde i stora hjordar med flera tusen individer vid grundandet av det kinesiska riket, av Qin-riket och något som inledde Qindynastin 221 f. Kr.. Vid parningstiden strider hanarna mot varandra för att kunna bilda grupp med honor. Under deras strider använder de inte bara hornen utan även de främre extremiteterna samtidigt som de står på de bakre.
Artens föda utgörs huvudsakligen av gräs. Dessutom äter de vattenväxter och löv.

## Fortplantning
Dräktigheten varar i ungefär nio månader och är en av de längsta i familjen hjortdjur. Det har antagits att det befruktade ägget vilar före den egentliga dräktigheten, som hos rådjuret, men detta har inte bevisats. Vanligtvis föds ett eller två ungdjur åt gången som vid födelsen är cirka 11 kg tunga och som bär en prickig päls liksom flera andra nyfödda hjortdjur. Efter ungefär två år är ungdjuret könsmoget. Det äldsta kända djuret blev 23 år gammalt.

## Hot och skyddsåtgärder

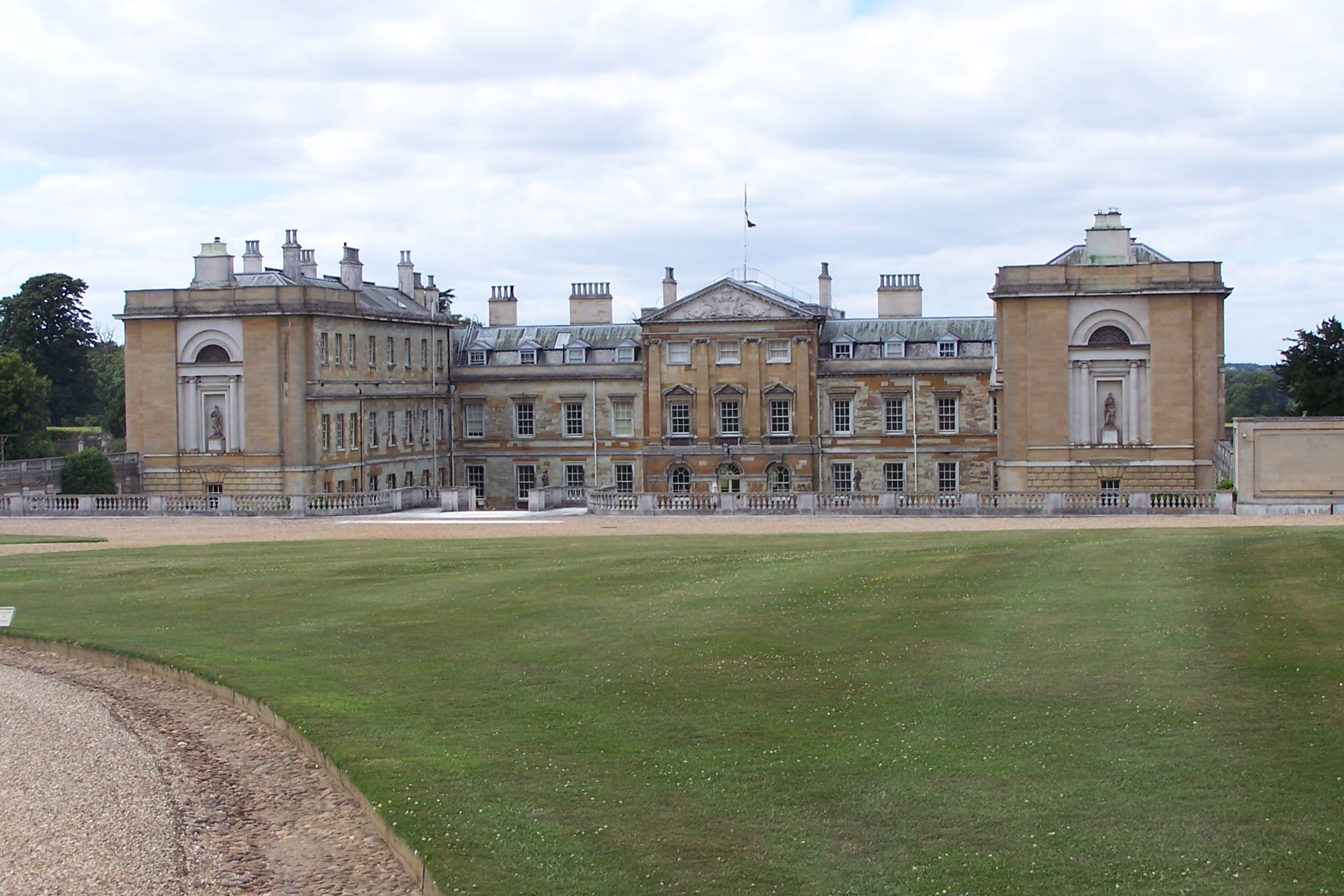
I området vid Woburn Abbey avlades davidshjortar under 1900-talets första hälft

I flera gamla avhandlingar förekommer uppgiften att den vilda populationen dog ut 200 år efter Kristus. Det är inte känt hur dessa påståenden uppkom men idag är det bekräftat att davidshjorten överlevde betydligt längre. Den kinesiska forskaren Xia Jingshen skriver att de sista stora hjordarna levde under Mingdynastin och de övriga ensamlevande exemplaren dödades under 1600-talet eller möjligen 1700-talet. Enligt obekräftade uppgifter hittades under 1800-talet två färska pälsar på ön Hainan.
Oberoende av den vilda populationen hölls över flera århundraden 120 individer i de kejserliga trädgårdarna i Peking. Trots allt utgörs det nuvarande beståndet av individer från europeiska djurparker.
Den franska prästen Armand David var den förste europé som såg hjordarna i Nanhaizi-parken, genom att trots förbud klättra upp på en mur. Efter honom är arten uppkallad. Med hjälp av mutor köpte han två pälsar som han skickade till Europa där zoologen Henri Milne Edwards hade möjligheten att bestämma arten. På grund av ett missförstånd kallade Henri Milne Edwards hjorten även milu, som idag i flera fall används som synonym för davidshjorten men som egentligen är det kinesiska ordet för sikahjorten. 
Senare fick flera franska, brittiska och tyska diplomater davidshjortar som present. Dessa flyttades till Europa där de fick hem i olika djurparker.
Vid sekelskiftet till 1900-talet dog den kinesiska hjorden ut. 1895 års flodkatastrof översvämmade stora delar av den kejserliga parken. Flera individer drunknade och de som bröt sig genom den trasiga muren blev snart därefter dödade av hungriga människor. Bara 20 till 30 exemplar överlevde men dessa dödades och åts upp under boxarupproret. Den sista kinesiska davidshjorten levde fram till 1922 i Pekings zoo.
Vid början av 1900-talet fick hertigen av Bedford i England flera exotiska hjortar som present för sina trädgårdar nära Woburn. Flera europeiska djurparksdirektörer bidrog med davidshjortar. Snart bildades en ganska stor hjord i England. 1914 fanns nittio individer i hjorden och redan 1946 fanns trehundra exemplar.
1956 började man att exportera davidshjortar tillbaka till Kina. Här levde de i början i djurparker. 1985 startades ett försök att införa davidshortar i deras ursprungliga levnadsområde och på så sätt finns arten i två kinesiska nationalparker. Dessa är nationalparken Beijing Nanhaizi Milu nära Peking och i ett naturreservatet Dafeng i Jiangsu. Enligt uppskattningar från 1997 är populationen för bägge reservaten tillsammans 670 individer. Beståndet i djurparker och inhägnader över hela världen omfattar flera hundra djur. IUCN listar davidshjorten som utdöd i vilt tillstånd (EW).